# Joe Danger 2: The Movie
Joe Danger 2: The Movie est un jeu vidéo de course développé et édité par Hello Games, sorti en 2012 sur Windows, Mac, Linux, PlayStation 3, Xbox 360 et PlayStation Vita.
Il s'agit de la suite de Joe Danger.

## Accueil
- Eurogamer : 8/10[1]
- IGN : 8/10[2]